# Saint-Joseph-des-Bancs
 Saint-Joseph-des-Bancs  là một xã ở tỉnh Ardèche, vùng Rhône-Alpes ở đông nam nước Pháp.